# For the Masses (album d'Hadouken!)
Albums de Hadouken!
Music for an Accelerated Culture
(2008) Every Weekend
(2013)
Singles
1. M.A.D.
Sortie : 14 septembre 2009
2. Turn the Lights Out
Sortie : 20 décembre 2009
3. Mic Check
Sortie : 12 avril 2010
4. House is Falling
Sortie : 28 juin 2010

For the Masses est le deuxième album studio du groupe britannique de rock indépendant Hadouken!, publié le 25 janvier 2010 par Surface Noise.

## Liste des chansons
Toutes les chansons sont écrites et composées par James Smith.
| No  | Titre                    | Durée |
| --- | ------------------------ | ----- |
| 1.  | Rebirth                  | 4:30  |
| 2.  | Turn the Lights Out      | 3:53  |
| 3.  | M.A.D.                   | 3:26  |
| 4.  | Evil                     | 3:56  |
| 5.  | House Is Falling         | 4:10  |
| 6.  | Mic Check                | 3:26  |
| 7.  | Ugly                     | 4:05  |
| 8.  | Bombshock                | 3:54  |
| 9.  | Play the Night           | 4:13  |
| 10. | Lost                     | 4:16  |
| 11. | Retaliate (bonus iTunes) | 4:07  |